# 이용태 (조선귀족)
이용태(李容泰, 1854년 7월 13일 ~ 1922년 7월 26일)는 조선의 문신이자 일제강점기의 조선귀족이다. 본관은 전주이다.

## 생애
1885년 증광시에 합격하여 관직에 나갔고, 외교관 등을 거쳐 1894년 전라남도에서 장흥부사로 재직하던 중에 [[동학농민운동]이 일어났다.
그는 초기에 안핵사로 파견되어 봉기를 무마하는 역할을 맡았으나, 민란 사태의 원인을 농민들에게만 돌린 뒤 이들을 처벌하는 강압적인 정책을 펼치다가 심한 반발을 불러일으켰다. 농민 봉기가 그로 인해 도리어 확대되자 파직에 이어 유배까지 당했다.
이후 다시 기용되어 1899년 사법기관인 평리원 재판장과 1901년 주미공사에 임명되었다. 1904년에는 이윤용 등과 함께 일진회의 반대파로 주한일본공사관 문서에 나온다. 이완용의 친일 내각에서는 학부대신을 지냈으며, 1910년 한일 병합 조약 체결후 일본 정부로부터 남작의 작위를 받았다.

## 사후
2002년 민족정기를 세우는 국회의원모임이 광복회와 공동 발표한 친일파 708인 명단에 포함되었고, 2008년 민족문제연구소가 정리한 친일인명사전 수록예정자 명단에도 선정되었다. 민족문제연구소의 목록에는 그의 남작 작위를 습작 받은 이중환도 함께 들어 있다.
2007년 12월 6일 대한민국 친일반민족행위진상규명위원회가 발표한 친일반민족행위 195인 명단에도 선정되었다. 2008년 2월에는 대한민국 친일반민족행위자재산조사위원회가 이용태 소유의 토지에 대해 국가귀속 결정을 내렸다.

## 참고자료
- 친일반민족행위진상규명위원회 (2007년 12월). 〈이용태〉 (PDF). 《2007년도 조사보고서 II - 친일반민족행위결정이유서》. 서울. 296~307쪽쪽. 발간등록번호 11-1560010-0000002-10. [깨진 링크(과거 내용 찾기)]
- 이용태 (李容泰) - 한국학중앙연구원